# 三羰基二(三苯基膦)合铁
三羰基二(三苯基膦)合铁是一种配位化合物，化学式为Fe(CO)3(PPh3)2，其中Ph为C6H5。它是黄色固体，可由十二羰基三铁和三苯基膦反应制得：
Fe
3(CO)
12  +  6 P(C
6H
5)
3  →  3 Fe(CO)
3(P(C
6H
5)
3)
2  +  3 CO
它也可由硼氢化物还原五羰基铁得到。
它可以被氟硼酸质子化：
Fe(CO)
3(P(C
6H
5)
3)
2  +  HBF
4   →   [HFe(CO)
3(P(C
6H
5)
3)
2]BF
4